# Амано Місакі
Амано Місакі (яп. 天野 実咲; нар. 22 квітня 1985) — японська футболістка. Вона грала за збірну Японії.

## Клубна кар'єра
У 2008 році дебютувала в «TEPCO Mareeze». В 2012 року вона перейшла до «Веґальта Сендай». Наприкінці сезону 2013 року вона завершила ігрову кар'єру.

## Кар'єра в збірній
У складі японської збірної учасниця жіночого чемпіонату світу 2007 року.